# Бхагавата Ачарья
Бхагава́та Ача́рья (IAST: Bhāgavata Ācārya) — кришнаитский святой, ученик Гададхары Пандита и один из сподвижников Чайтаньи, живший в Бенгалии в конце XV — первой половине XVI века. В «Према-виласе» говорится, что Бхагавата Ачарья обладал великой учёностью. Описывается, что однажды Адвайта Ачарья одержал над ним верх в философском диспуте.
Согласно «Чайтанья-бхагавате», Бхагавата Ачарья при рождении получил имя Рагхунатха Бхаттачарья. Он жил в бенгальском селении Вараханагар, расположенном неподалёку от современной Калькутты.
После принятия санньясы Чайтанья отправился в Пури. По пути он посетил Вараханагар, где остановился на ночь дома у Рагхунатхи. При виде Чайтаньи, Рагхунатха начал декламировать шлоки из «Бхагавата-пураны», в которых превозносился путь бхакти. Слушая декламацию этого священного текста, Чайтанья пришёл в духовный экстаз и объявил, что Рагхунатха за своё мастерство должен получить новое имя — Бхагавата Ачарья — и впредь всё своё время посвящать декламации «Бхагавата-пураны». Чайтанья также поручил Бхагавата Ачарье написать литературное переложение «Бхагавата-пураны» на бенгали, дабы сделать этот текст доступным широкой публике. Исполняя волю Чайтаньи, Бхагавата Ачарья написал «Шри Кришна-према-тарангини» — краткий пересказ «Бхагавата-пураны» на бенгали. Написание этого текста было завершено им ещё при жизни Чайтаньи.